# Будайка
Буда́йка — бывшая деревня под Чебоксарами, в 1940 году вошедшая в черту города. До образования Чувашской автономной области относилась к Чебоксарскому уезду Казанской губернии.

## Название
По личному мнению краеведа И. С. Дубанова топоним Будайка, скорее всего, произошёл от русского будовать «строить, возводить, устраивать, заводить новые здания, постройки». Но эта версия не выдерживает критики, так как автор производит топоним от южно-польского и немецкого слова Budować (будовать) - строить, возводить, класть. Слово "Будовать" не может лингвистически трансформироваться в Будай(ка).
Он же приводит и вторую свою ненаучную версию, где он в слове Будай(ка) осознанно потерял букву "Й", а также Будайка в единственном числе вместо множественного Будайки:
Будаки — бывшие будные, майданские крестьяне, иногда приписанные к казённым (В. И. Даль, I, 136)
В энциклопедическом словаре Брокгауза и Ефрона:

Будники или Будаки — бывшие будные майданные крестьяне, некогда приписанные к казённым будным майданам, то есть к поташным или смолочужным заводам, а в Малороссии — к селитряным; в некоторых местностях России, напр. в Пензенской, Нижегородской губ., до сих пор сохранили это название.— ЭСБЕ
Из местной народной этимологии топонима:

Топоним происходит от корня  Будай, чуваши эту местность называли "Путай" (пут+ай) в переводе на русский "Топь" — переувлажнённый участок болота с разжиженной торфяной залежью, высоким уровнем воды и рыхлой непрочной дерниной. Дословно Пут - тонуть и Ай (лăм) - степь..

## История
В конце XVIII в. деревней Будайка владел помещик, отставной поручик Грязев Александр Максимович:291.
В 1939 году в соответствии с генеральным планом (разработан Горьковским крайпрогором) в городскую черту Чебоксар были включены земли 11 прилегающих деревень Чебоксарского района: Набережная, Якимово, Банново, Соляное, Кнутиха, Будайка, Усадки, Заводская, Рябиновка, Новоилларионово, Сосновка, дополнительно — Кошкино, Завражная.

Указом Президиума Верховного Совета РСФСР от 19 сентября 1939 года по ходатайству жителей деревни и граждан республики д. Будайка переименована в д. Чапаево; в 1940 году Чапаево вошло в черту города.

## Население
В Переписной книге Чебоксарского уезда в 1646 году числились 

Поместье Луки Макарьева сына Грязьева:
Деревня Будайка:
Дворы крестьянские: 1) 1 + 1 сын + 2 брата; 2) 1 (П. И. Клюкин «стар и увечен») + 1 сын + 2 внука; 3) 1 (3. Ларионов) + 1 сын + «да у него же, Захарка, брат Фетька Ларионов бежал в Астрахань во [7]150 (1641/42)-м году»; 4) 1 + 4 сына; 5) 1 + 2 сына + 5 пасынков; 6) 1 + 4 сына; 7) 1 + 1 брат; 8) 1 (Фомка Остафьев сын прозвище Шестак «стал увечен») + 2 сына + 3 пасынка; 9) 1 (Ивашко Микитин сын «стар и глух») + 1 сын + 1 пасынок; 10) 1 бездетен; 11) 1 + 2 сына; 12) 1 + 1 сын + 2 внука; 13) 1 + 1 сын. Дворы бобыльские: 1) 1 + 1 сын; 2) 1 + 1 сын + 2 брата; 3) 1 + 5 сыновей; 4) 1 + 2 сына; 5) 1 бездетен. «Бобыли ж бездворные и безпашенные кормятся миром»: 1) Олешка Карпов бездетен; 2) Ондрюшка Микифоров сын, у него 3 сына; 3) Ивашко Максимов сын Овчинников бездетен. <…>
Всего в поместье за Л. М. Грязевым в двух деревнях 14 дворов крестьянских, а людей в них 52 человека, 8 дворов бобыльских, людей 37 человек, обоего 22 двора, людей 89 человек

В 1781—1782 гг. согласно «Ведомости о наместничестве Казанском» в деревне Будайка числилось 100 душ помещичьих крестьян:284.
В 1859 году в деревне Будайка (Грязево) «при овраге и ключе» числилось 15 дворов (89 жителей мужского пола и 84 — женского).
По переписи 1897 года в Будайке (Грязево) Чебоксарской волости числилось 319 душ обоего пола, русских. В «Списке селений Казанской губернии» к 1907 году в деревне Будайка (Грязева) Чебоксарской волости насчитывалось 326 душ обоего пола, русских.

## Известные будайковцы
- Чапаев, Василий Иванович (1887—1919). В настоящее время на территории бывшей Будайки расположен сквер с памятным камнем на месте, где стоял дом В. И. Чапаева.
- Кузнецов, Александр Иванович — агроном, организатор образования, доктор сельскохозяйственных наук, профессор[12].
- Полиновский, Михаил Васильевич (1785—после 1842) — проживал в Будайке до своей кончины.

## Будайка в искусстве
- Картина художника Спиридоновой А. М. «Родина Чапаева. Будайка» Архивная копия от 5 марта 2016 на Wayback Machine (1956 г.)

## Интересные факты
Зафиксирован чебоксарский обычай, существовавший в середине XIX в.:

От дня Пасхи, продолжающиеся хороводы, по вечерам в воскресенье и праздничные дни, дают место и нарочитым гульбищам в ближайших деревнях.
Так, в день Вознесения ходят в Грязево, в Троицын день — в Лакреево, в Духов — в Кнутиху, а в заговенье, пред Петровым постом посещают заштатную пустынь Геронтьевскую, где испивши из родника холодной ключевой воды и походя между могил по ограде, возвращаются на Крутую гору правого берега Волги. Здесь песни деревенских певиц и их вычурные пляски доставляют удовольствие градской публике, которая и на прочих прежде сказанных гуляньях утешается только тем же манером с присоединением к тому, что в тех деревнях публика прошивается по господским садам и молодежь качается на качелях. Тут найдется несколько простых лакомств у продавцов. А знакомые у господ в крестьянах находят выпивку. К вечеру возвращается городское общество в город, а деревенские в свои селения.— П. С. Попов, 1853